# فيليبي راموس
فيليبي راموس (بالبرتغالية: Filipe Manuel Esteves Ramos‏) (21 أبريل 1970 في أنغولا - ) هو مدرب كرة قدم ولاعب كرة قدم برتغالي في مركز الوسط. شارك مع منتخب البرتغال تحت 17 سنة لكرة القدم ومنتخب البرتغال تحت 20 سنة لكرة القدم ومنتخب البرتغال تحت 21 سنة لكرة القدم ومنتخب البرتغال لكرة القدم. أما مع النوادي، فقد لعب مع أتليتيكو كلوب دي برتغال وسبورتينغ لشبونة وفيتوريا دي غيماريش ومافرا ونادي ماريتيمو ونافال وS.C.U. Torreense ‏ ونادي تشافيس.

## وصلات خارجية
- فيليبي راموس على موقع الاتحاد الدولي (مؤرشف)  (الإنجليزية)
- فيليبي راموس على موقع قاعدة بيانات كرة القدم.إي يو (الإنجليزية)
- فيليبي راموس على موقع ناشيونال فوتبول تيمز (الإنجليزية)